# Tebogo Sosome
Tebogo Sebino Sosome (ur. 27 sierpnia 1987 w Shoshong) – botswański piłkarz grający na pozycji środkowego obrońcy. Od 2014 jest zawodnikiem klubu Jwaneng Galaxy FC.

## Kariera klubowa
Swoją karierę Sosome rozpoczął w klubie Gaborone United. W sezonie 2012/2013 zadebiutował w jego barwach w pierwszej lidze botswańskiej. W 2014 roku przeszedł do Jwaneng Galaxy FC. Dwukrotnie wywalczył z nim mistrzostwo Botswany w sezonach 2019/2020 i 2022/2023 oraz trzykrotnie wicemistrzostwo tego kraju w sezonach 2016/2017, 2017/2018 i 2018/2019.

## Kariera reprezentacyjna
W reprezentacji Botswany Sosome zadebiutował 23 czerwca 2015 w przegranym 0:2 meczu kwalifikacji do Pucharu Narodów Afryki 2017 z Ugandą, rozegranym w Kampali. Od 2015 do 2018 wystąpił w kadrze narodowej 21 razy.